# Euchromadora africana
Euchromadora africana is een rondwormensoort uit de familie van de Chromadoridae. De wetenschappelijke naam van de soort is voor het eerst geldig gepubliceerd in 1908 door Linstow.